# Marquesado de Avella
El marquesado de Avella es un título nobiliario español, creado originalmente como príncipe di Avella, concedido  en Italia el 9 de septiembre de 1607 al genovés Carlos Doria Carreto, duque de Tursi. El título fue rehabilitado el 14 de julio de 1950, con la dignidad de marqués, por  María de la Piedad Colón  de Carvajal y Hurtado de Mendoza.

## Marqueses de Avella
- María de la Piedad Colon de Carvajal (1915-1993), I marquesa de Avella,[1] hija de Manuel de Carvajal y Hurtado de Mendoza Tellez-Girón, XVIII marqués de Aguilafuente y de María del Pilar Colón y Aguilera de la Cerda, XIV duquesa de la Vega,  XV duquesa de Veragua y  XV marquesa de la Jamaica.

Casó con Manuel Valdés Larrañaga. Le sucedió su hijo:
- Manuel Valdés Colón de Carvajal, II marqués de Avella.[3]

Casado con María Teresa Guinea Arroyo.